# Teerisaari-Sisuslahti
Teerisaari-Sisuslahti este o arie protejată (arie de protecție specială avifaunistică — SPA) din Finlanda întinsă pe o suprafață de 123 ha, integral pe uscat.

## Localizare
Centrul sitului Teerisaari-Sisuslahti este situat la coordonatele 62°54′01″N 29°40′36″E / 62.9003°N 29.6767°E.

## Înființare
Situl Teerisaari-Sisuslahti a fost declarat arie de protecție specială avifaunistică în august 1998 pentru a proteja 11 specii de animale.

## Biodiversitate
Situată în ecoregiunea boreală, aria protejată nu include niciun habitat protejat.
La baza desemnării sitului se află mai multe specii protejate de  păsări (11): rață sulițar (Anas acuta), lebădă de iarnă (Cygnus cygnus), ciocănitoare neagră (Dryocopus martius), șoimul rândunelelor (Falco subbuteo), muscar (Ficedula parva), cocor (Grus grus), codalb (Haliaeetus albicilla), Hydrocoloeus minutus, corcodel-urechiat (Podiceps auritus), rață cârâitoare (Spatula querquedula), chiră de baltă (Sterna hirundo).
Pe lângă speciile protejate, pe teritoriul sitului au mai fost identificate 3 specii de păsări.